# Коллберг, Барбро
Барбро Коллберг (швед. Barbro Kollberg, 27 декабря 1917 — 6 марта 2014) — шведская актриса, наиболее известная исполнением роли Мэгги в фильме Ингмара Бергмана «Дождь над нашей любовью» (1946).
Скончалась в возрасте 96 лет 6 марта 2014 года.

## Избранная фильмография
- Жизнь начинается сегодня (1939) — танцовщица
- Девушки в порту (1946) — Лисбет
- Дождь над нашей любовью (1946) — Мэгги
- Воскресенье в сентябре (1963) — Мать Бригитты
- Шарлотта Лёвеншёльд (1979) — Per-Ers' mother
- Благие намерения (1992) — Гертруд Таллрот
- Твоя жизнь — опыт расследования (1995) — Син Дэлман
- Тик-так (1995) — Эдит
- Кошачьи письма (2001) — Рут
- Семейные тайны — (2001) — Аста
- Как на небесах (2004) — Ольга